# Slikarsko stojalo
Slikarsko stojalo ali štafelaj je okvir, po navadi iz lesa ali kovine, ki ga slikar uporablja, ko dela svoje slike, za pritrditev tako da jih postavi nanj. Tako izdelana slika se v nasprotju s stropni ali stensko sliko imenuje tudi štafelajna slika. Beseda izhaja iz zastarelega nemškega izraza Staffel za lestev. Na umetniškem področju pa je slikarsko stojalo orodje, ki ohranja slikarsko površino v povišanem položaju, kar je idealno za delo.

## Oblika
Akademsko slikarsko stojalo, stojalo v kovčku in terensko stojalo je po navadi trikrako, da se izognemo prevračanju in imajo na hrbtni strani premično oporo, da dosežemo prosto izbiro nagnjenosti. Spredaj je premična prečka za nastavitev višine slike, ki jo omogočijo železni ali leseni vijaki. Ti se vstavijo v vzporedne odprtine, na katerih stoji prečni les. Obstajajo tudi tako imenovani stojniki s H-okvirjem. Njihove opore so razporejene vzporedno, tako da imajo pravokotno stojalo v obliki črke H. Tretja oblika je mešanica stativa in H-okvirja. Stojalo ima lahko veliko dodatnih možnosti za individualno prilagajanje. Na primer vrtljiva delovna površina.

## Vrsta
Stojala se ne razlikujejo samo po vrsti konstrukcije, temveč tudi glede na umetnost. 
Studijska stojala so po navadi težka in zato dovolj stabilna, da sprejmejo velike platnene slike. Zaradi stabilne konstrukcije so primerna za stacionarno uporabo. So pa le pogojno primerna za prevoz in namestitev v naravi. V ta namen se uporabljajo lažja, zložljiva ali poljska stojala.
Posebna oblika so francoski kovčki s stojalom z vgrajenim predalom za poslikavo posode. 
Zložljiva stojala umetnikov so tudi precej ozka in prihranijo prostor. Poznamo tudi  lakirne postaje, ki so zelo primerne za barvanje za mizo - tudi miniaturnih dimenzij. Nekoliko krajša in pogosto opremljena z dodatki, kot sta tabla ali tabla s kredo, obstajajo tudi stojala za otroke.
Za predstavitvene namene trg ponuja predstavitvena stojala za razstave slik, mini štafelaje za menije, fotografije in podobno, pa tudi za moderiranje, ki se na primer uporabljajo na seminarjih za vizualizacijo. Stojala se uporabljajo tudi v foto laboratorijih, kjer med izpostavljenostjo držijo foto papir v položaju.

## Uporaba
Številni slikarji se upodabljajo, kako slikajo ob stojalu. Nekateri umetniki, kot sta Goya ali Diego Velázquez (ta v svojem delu "Las meninas"), so se na velikih naročenih slikah za stojalom predstavili kot subjektivni opazovalci ljudi, ki jih je treba slikati. Slikarji, ki so bili prijatelji Camille Pissarro, Claude Monet in Pierre-Auguste Renoir, so svoje predstavili pogosto. Srug ob drugem in skupaj so v naravi na stojalih slikali iste motive, vendar je vsak ohranil svoj slog.

## Vredno je vedeti
Ozvezdje Slikarsko stojalo (latinsko: Pictor)  je leta 1752 predstavil francoski astronom Nicolas Louis de Lacaille. Na starejših zvezdnih kartah je običajno predstavljen kot 'štafelaj s čopičem'. Je neopazno ozvezdje na južnem nebu, ki ga zaradi svoje južne lege ni mogoče videti iz Evrope.